# Kirkwall
Kirkwall (em gaélico escocês:  Baile na h-Eaglais, em scots, Kirkwaa) é a cidade principal e capital do arquipélago das Ilhas Órcades, ao norte da Escócia. Fica situada na Ilha de Mainland.
O nome Kirkwall deriva do norueguês Kirkjuvagr (« vão da igreja »), deformado em Kirkvoe e Kirkwaa. 

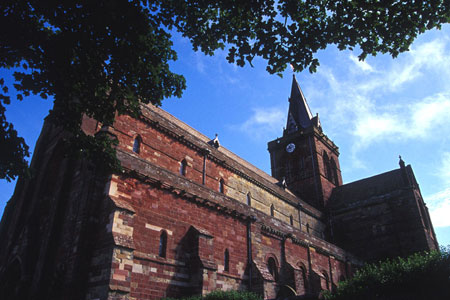
A catedral de São Magno

Kirkwall está situado na costa norte da ilha principal do arquipélago. O seu porte está unido por ferry com Aberdeen e Lerwick assim como com as principais ilhas do arquipélago situadas ao norte. A população de Kirwall é de aproximadamente 8.500 habitantes. 
A catedral de São Magno destaca-se no centro da cidade. Foi fundada em memória de Magnus Erlendsson, conde de Orkney (1108-1117) pelo conde (mais tarde canonizado) Rögnvald Kali. O paço bispal e o paço condal ficam perto da catedral. O museu de Tankerness House conserva coleção de objectos pré-históricos dos Pictos e viquingues de importância internacional. 

## Ligações externas

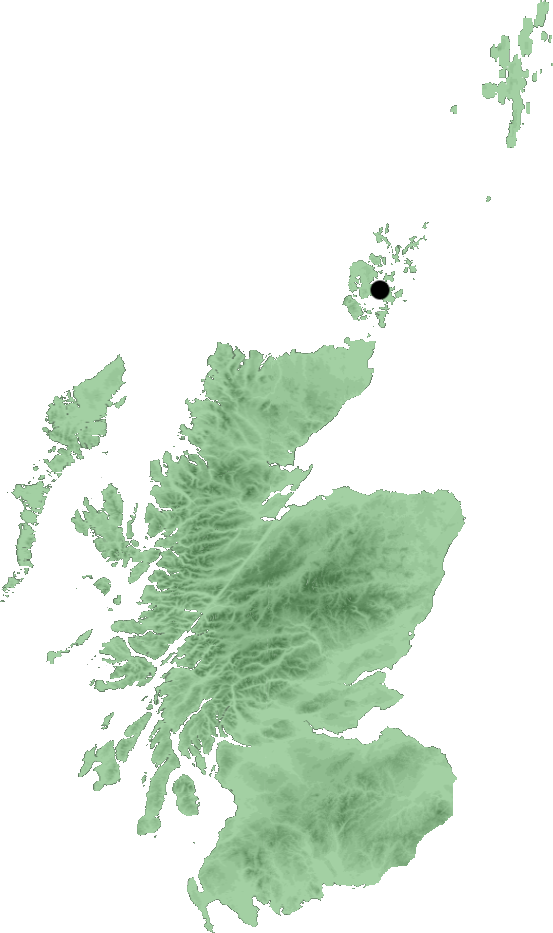
Localização de Kirkwall